# Помело
Помело је необичан члан породице јужних воћки, он је притом посебна врста, не хибрид.

## Порекло
Неки га називају тајландским или кинеским грејпфрутом. Помело води порекло из југоисточне Азије. У кинеској култури, помело је симбол просперитета и среће, а често се налази и на менију локалних кухиња, као неизбежан део многобројних традиционалних јела. Са друге стране, у Азији помело користе за припрему многих слатких јела и дезерта.

## Плод
У питању је најкрупнији цитрус. Плод је хесперидијум. Поред величине, велика разлика постоји и у укусу овог цитруса, и управо то је оно што га умногоме разликује од њему, поменутих, сродних врста. Није кисео, попут грејпфрута. Слаткастог је укуса, и чвршће је структуре. Кора ове врсте је знатно дебља него код осталих агрума. Маса плода варира до чак пет килограма. Плодови овог цитруса могу бити црвене,беле или розе боје. Розе и црвени су слађи од белог, који има нешто киселију арому.

Помело је воће које расте у егзотичним крајевима, али увелико се извози широм света, па је доступно и у нашим крајевима. Може се укрштати са мандаринама и лимуном, а то можете урадити и сами у свом дворишту или чак у сопственој кући. Одговарају му места која су осунчана током већег дела дана. Помело саднице плодове дају тек након 8 година после садње, па је стога потребно доста стрпљења и пажње би сте дочекали први род ових интересантних цитрусних воћки. 

## Нутритивна вредност
Велика предност овог цитруса јесте нутритивна вредност, и то што на 100 g има свега 37 kcal, па се из тог разлога свакако препоручује онима који желе на здрав начин да изгубе килограме. Поседује велики број дијететских влакана у свом плоду. Наиме, 190g ове намирнице задовољава чак 193 процената дневних потреба за витамином Ц, што му обезбеђује место на самом врху здравих намирница.

### Како га користе у пределима одакле цитрус потиче?
У Кини плодове помела користе за јачање плућа и слезине. Кинези праве природне лековите препарате од овог воћа: од семена, цветова, зреле коре и комада незрелог плода, обично тако што их осуше. Употребљавају га за лечење кашља, отеклина, код повраћања, проблема са варењем, тровања алкохолом, за олакшавање елиминације секрета код прехлада итд. Малајци га користе код болова у стомаку, едема (отеклина) и за лакшу елиминацију густог респираторног секрета. Од прокуваног лишћа праве лосионе за отеклине и чиреве. 
Плодови помела снижавају повишену телесну температуру и служе као помоћна терапија код шећерне болести, повишеног крвног притиска, астме и неких других болести.

## Медицински аспект
Континуирана конзумација овог плода може бити од користи онима који траже природни лек против инфекција уринарног тракта. Витамин Ц који се јавља у великој концентрацији, помаже имунолошки против бактерија које узрокују болести бешике, бубрега и мокраћних канала. Он повећава ниво киселина у урину, спречава размножавање микроорганизама и поспешује уклањање болова и симптома упале.
Грејпфрут садржи калијум у већим количинама него остало воће,као на пример, банане. Овај елемент је природни савезник срца и крвних судова. Цитрусно воће помело калијум садржи у високим концентрацијама, па се саветује конзумација његовог сока. Он помаже да се смањи лош холестерол у крви, а елиминише и наслаге са зидова артерија.

### Корисна својства против:

#### Алергија
Слободни радикали и различити токсини који се нагомилавају у организму представљају велики ризик. Познато је да су они један од најчешћих узрочника настајања инфекција и упалних процеса. Помело воће ће вам помоћи да ојачате имуни систем и да се са лакоћом одбраните од прехладе, грипа, али и од астме и бројних алергија.

#### Дијареје
Ова воћка садржи дијететска влакна која су веома корисна кад је правилан рад црева у питању. Препоручује се особама које желе да спрече дијареју. Веома је корисно да помело воће једу и они којима је приоритет губитак килограма, јер подстиче варење и регулише рад црева кроз елиминацију штетних материја.

#### Малигних обољења
Кора овог воћа је веома богата биофлавоноидима, врстом антиоксиданса који доказано спречава појаву малигних болести црева и панкреаса, као и рак дојке. Регулише ниво естрогена и самим тим помаже онима који су већ оболели да се канцер не шири. Пошто садржи велике количине влакана, помело штити организам од рака дебелог црева више него било која друга слична намирница.

### Нега коже и косе
Ово је погодан цитрус за негу лица и коже.Редовно конзумирање овог цитрусног воћа смањује нагомилавање меланина у порама коже, чиме спречава појаву пега, а елиминише и флеке на лицу. Осим тога, помело воће је сјајно и када је уклањање акни и бубуљица у питању, јер нормализује производњу себума. То је свакако одлична вест за оне који траже природну алтернативу скупим кремама и помадама.
Чињеница је да се помело одлично показао и код смањења бора зато што стимулише депоновање колагена у ћелијама и успорава разградњу еластина. Самим тим, сматра се природним борцем против старења и омогућава да ваше лице буде затегнуто, без подочњака и бора.
Садржи витамине А, Ц и Б1 који са цинком чине веома добру комбинацију за власи.Уз нешто мању количину сумпора, калцијума и гвожђа ова воћка помаже стимулацију раста косе и елиминацију вишка масти са површине коже главе. Помело за косу може бити од велике користи, јер брзо дубински хидрира кожу главе. Уз помоћ витамина Ц смирује иритације скалпа и уклања перут са површине и спречава њену поновну појаву.Слободни радикали су веома штетни и по фоликул косе. Њихов негативан утицај огледа се кроз слабљење квалитета длаке, она постаје танка и подложна ломљењу. Антиоксиданси из ове воћке минимизира утицај токсина и слободних радикала, чиме постепено утиче на враћање квалитета косе. Она постаје гушћа, јача, сјајнија и почиње брже да расте. За оне који имају овакве проблеме, право решење је помело сок.

### Непожељне стране
Велика количина витамина Ц може у комбинацији са калијумом да буде шкодљива особама које имају проблема са јетром и бубрезима. 
Оболели од хипотензије, такође, требају повести рачуна о количини дневног уноса ових плодова, јер он додатно снижава крвни притисак, па се могу јавити поспаност, блага вртоглавица, учесталије мокрење или мучнина.